# Myrioblephara fasciata
Myrioblephara fasciata là một loài bướm đêm trong họ Geometridae.